# Jack London (atleta)
Jack London   (Georgetown, 13 de gener de 1905 - Londres, 2 de maig de 1966) va ser un atleta britànic, especialista en curses de velocitat i salt d'alçada, que va competir durant la dècada de 1920.
Nascut a la Guaiana Britànica, l'actual Guyana, va guanyar dues medalles als Jocs Olímpics d'estiu de 1928 d'Amsterdam. En els 100 metres va guanyar la medalla de plata, en acabar rere el canadenc Percy Williams. En semifinals havia igualat el rècord olímpic de la prova amb un temps de 10,6". En els 4x100 metres, formant equip amb Cyril Gill, Teddy Smouha i Walter Rangeley, guanyà la medalla de bronze. Va ser el primer a utilitzar els blocs de sortida als Jocs Olímpics.
Una lesió a la cama el 1930 va acabar posant punt-i-final a la seva carrera esportiva el 1932. Als campionats de la UAU guanyà un total d'11 títols. Una vegada retirat de l'esport dedicar-se al món de l'espectacle i al cinema.

## Millors marques
- 100 metres llisos. 10.6" (1928)
- 200 metres llisos. 22.0" (1926)[3]